# Sarmydus antennatus
Sarmydus antennatus là một loài bọ cánh cứng trong họ Cerambycidae.